# Grosza daj wiedźminowi
Grosza daj wiedźminowi (oryg. Toss a Coin to Your Witcher) – oryginalna piosenka z serialu The Witcher Netflixa, skomponowana przez Sonyę Belousovą i Gionę Ostinelli, zaśpiewana przez Joeya Bateya (jako Jaskra) w drugim odcinku serialu. Stała się hitem wkrótce po premierze serialu. Piosenka została zremiksowana przez fanów w filmach na YouTube i otrzymała nowe wersje w ciągu kilku dni. W Polsce powstała m.in. wersja po śląsku.
W styczniu 2020 r. cztery wersje tego utworu znalazły się na oficjalnej liście sprzedaży singli w Wielkiej Brytanii. W grudniu 2023 nagranie uzyskało w Polsce certyfikat złotej płyty.
W wersji polskiej serialu piosenkę śpiewa Marcin Franc.